# ジャック・アタリ
ジャック・アタリ（仏: Jacques Attali、1943年11月1日 - ）は、アルジェリア出身の経済学者、思想家、作家、政治顧問。旧フランス領アルジェリアの首都アルジェ出身のユダヤ系フランス人。ミッテラン政権以後、長きに渡り、仏政権の中枢で重要な役割を担った人物として知られ、つづくサルコジ、オランド、マクロン大統領にも直接的な影響を与えており、フランスのみならず欧州を代表する知性のひとりと目されている。

## 人物
1981年から1991年にかけてミッテラン大統領の顧問を務め、1991年～93年にかけて欧州復興開発銀行の最初の総裁となった。1997年、クロード・アレグル教育相の要請に応じ、高等教育学位制の改革を提案した。 2008年～10年、サルコジ政権下で「アタリ委員会」として知られるフランス経済成長解放に関する超党派の政府委員会を率いた。オランド政権下ではポジティブ経済に関する委員会を組織し、44もの改革を提案した。マクロン大統領はアタリ委員会の報道官を務め、2010年3月、そのメンバーとなった。
新技術開発に取り組むヨーロッパのプログラムEUREKAを共同設立した。さらに非営利団体であるPlaNet Financeを設立、戦略、コーポレートファイナンス、ベンチャーキャピタルに関する国際コンサルタント会社Attali＆Associates（A&A）の責任者でもある。芸術への高い関心からオルセー美術館の役員にも任命されている。
仏国内において経済、思想から伝記、小説、回顧録に至る幅広い著作で知られ、 『ノイズ──音楽・貨幣・雑音』、『アンチ・エコノミクス』、『2030年ジャック・アタリの未来予測（原題ーVivement après-demain）』など50冊以上もの本を出版している。日本では教養・思想面の著作翻訳が多く出版され、広く読者を得ている。
2009年、雑誌Foreign Policyは世界のグローバル思想家トップ100としてアタリを選出した。

## 生い立ち
1943年11月1日、フランス領アルジェリアで双子の兄弟ベルナール・アタリと共にユダヤ人家族のもとに生まれる。父サイモン・アタリは都市アルジェでの香水店経営（Bib et Babショップ）で成功を収めた独学者だった。アルジェリア独立戦争が始まって2年後にあたる1956年、父は家族と共にパリへの居住を決めた。
双子のジャックとベルナールはパリ16区にあるリセ・ジャンソン＝ドゥ＝サイイで学び、そこでのちに政治家となるジャン＝ルイ・ビアンコやローラン・ファビウス（元仏首相）と出会う。1966年、ジャックはエコール・ポリテクニックを卒業、また、パリ国立高等鉱業学校、パリ政治学院、エリート養成で名を馳せた国立行政学院も卒業した。
1968年、ニエーヴル県でのインターンシップ中、3年前に面識のあったフランソワ・ミッテランと2度目の出会いを果たす。
1972年、パリ・ドーフィン大学で経済学の博士号を取得した。哲学者ミシェル・セールは博士号の審査員のうちのひとりだった。
1970年、27歳で仏国務院のメンバーとなる。
1972年、29歳で科学アカデミーから賞を授与され、最初の2冊の本を出版した。

## 教授歴
1968年から1985年までパリ＝ドフィーヌ大学、エコール・ポリテクニーク、国立土木学校で経済学を教えた。
ドフィーヌにある彼の研究室IRISはのちに学者となる若手研究者がつどった。

## 政治歴
1973年12月、ミッテランとの密接なコラボレーションがはじまる。1974年、大統領選挙での運動を指揮し、 1981年、ミッテランが大統領に選ばれると、特別顧問に指名された。このときより大統領のため、経済学、文化、政治、彼が最後に読んだ本などのメモを書き、内閣会議、国防会議、二国間での首脳会談に出席した。ミッテランはG7サミットのための「シェルパ」（国家元首代理人）の役割を委ねた。
レイモン・バール元首相、ジャック・ドロール欧州委員会元委員長、フィリップ・セガン元会計検査院院長、ラガルデール（複合企業）創立者ジャン=リュック・ラガルデール、多国籍企業ダノン創立者アントワヌ・リブー、哲学者ミシェル・セール、俳優コリューシュなどと交流し、大統領にジーン・ルイス・ビアンコとアラン・ブーブリルを推薦した。また、フランソワ・オランド元大統領や仏初の女性大統領候補セゴレーヌ・ロワイヤルなどフランス国立行政学院の卒業生たちを彼のチームに加えた。
1982年、「シェルパ」としてベルサイユG7サミット（第八回先進国首脳会議）、1989年、アーチG7サミット（第十五回先進国首脳会議）を組織した。
1989年7月4日、フランス革命200周年記念式典の組織に参加した。
1997年、政治家クロード・アレグルの依頼により、LMDモデルを導入した高等教育学位制度の改革を提案した。
2008年、2010年、サルコジ大統領から経済成長促進のための改革を目的とする超党派委員会の議長を務めるよう求められた。
2013年、オランド大統領に提出された報告書の中で「ポジティブ経済」の概念を主張した。この考えは当時の経済大臣エマニュエル・マクロンが提案した法律の規定のいくつかに影響を与えた。
2011年4月7日、米国のスミソニアン協会のウッドローウィルソン国際学術研究者センターは、ワシントンDCでPlaNet Financeの創設者としてアタリに、ウッドサービスウィルソン賞を授与した。

## 国際的な業績と論争
1979年、国際的なNGO団体、飢餓撲滅行動（Action Contre La Faim）を共同設立した。
1984年、新技術開発を旨としたプログラムEUREKAを創立に関わった。
1989年1月、バングラデシュでの洪水被害に対する国際行動計画を開始した。
1989年8月、ミッテラン大統領2度目の任務中、政治を断念、エリゼ宮殿を去る。ロンドンで欧州復興開発銀行（EBRD）を設立、初代総裁に就任した。ベルリンの壁崩壊以前の1989年6月、東ヨーロッパ諸国の復興支援を旨とし、この機関の構想をはじめていた。アタリはパリ交渉会議の議長を務めており、それが復興開発銀行設立へとつながった。彼の指導の下、EBRDは原子力発電所の保護、環境保護、インフラの整備、民間部門の競争力強化、さらに民主主義への移行支援を目的とする投資を促進した。
1991年、ジョン・メージャー英首相の意向に反し、ミハイル・ゴルバチョフをロンドンのEBRD本部に招待した。ロンドンサミットに出席していたG7の国家元首に、旧ソビエトの国家元首をブッキングさせた。ジョン・メージャーとのあいだで繰り広げられた激しい電話でのやり取りの後、英国報道機関は批判を開始、アタリの機関運営への疑念をひろげた。EBRDの非効率的な運営実態は衝撃を与えた。実態は仏ジャーナリストたちによって追及された。 アタリは自身の著書「CétaitFrançoisMitterrand」のなかの一章で自らの立場を説明した。アタリは機関を去り、理事会は彼に最終的な解任を与えた。
1993年、ミッテラン大統領の許可なく、秘密の書庫と大統領の別の本のための文章を複製したとされる名誉毀損の訴訟に勝訴した。アタリがその本を校正し、訂正する権限を与えられていたことが認められた。
1998年、500名ものスタッフを雇用し、80カ国以上で活動する非営利団体Positive Planetを設立、1万人の小規模金融参加者とステークホルダーに資金提供、技術支援、アドバイスサービスを提供している。Positive Planetは仏郊外の貧困問題でも活動している。
2001年、アタリは「濫用され、取引に影響を与えた資産隠蔽」の容疑で捜査を受けた。2009年10月27日、パリの治安裁判所から赦免された。

## 民間企業経歴
1994年、長期的成長を支援する戦略コンサルティング、コーポレートファイナンス、ベンチャーキャピタルを専門とする国際顧問会社Attali＆Associates（A&A）を設立した。
2012年、ジュネーブに拠点を置くスイスの仲介業者Kepler Capital Marketsの監督委員会のメンバーとなった。
また、文化やテクノロジーなどを取り扱う総合サイトSlate.fr（外部リンク）の監督委員会議長も務めている。

## 音楽と芸術
2010年9月9日、オルセー美術館総局の一員に任命された。
アタリは音楽への強い情熱をもつ。ピアノ（かつて「心のレストラン協会」のために弾いたこともある）を弾き、そしてシャンソン歌手バルバラのため歌詞を書いた。クラシックからジミ・ヘンドリックスまでを取り扱った『ノイズ──音楽・貨幣・雑音』の著者であり、作中、現代社会の進化における音楽の経済とその重要性を縦横に論じている。
1978年、映画監督Francis Fehrの作品（Pauline et l'ordinateur）で演奏を披露した。
2003年以来、指揮者パトリック・ソウイロットの下、アマチュアに開かれたグルノーブル大学オーケストラを監督している。フランツ・ベンダが作曲した交響曲からバッハのヴァイオリン協奏曲、モーツァルト、サミュエル・バーバーの弦楽アダージョとメンデルスゾーンの二重協奏曲に至るまでレパートリーに富む曲目を演奏した。 
2012年、パリの工科大学のフェスティバルで、ボーマルシェの戯曲「セビリアの理髪師」のオープニングを上演し、遺伝学者ダニエル・コーエンと共にオーケストラを指揮した。エルサレムとパリでローザンヌ・シンフォニエッタとラヴェルの協奏曲ト短調を監督した。また、上海、ボンディ、マルセイユ、ロンドン、カザフスタンのアスタナのオーケストラも指揮した。
2012年、パトリック・ソウイロットと共に、全国的な組織を設立した。これは職業高校からの学生参加による協同オペラの製作を目的としている。

## アタリ委員会とポジティブ経済委員会

### 「アタリ委員会」として知られているフランス成長解放委員会
2007年7月24日、サルコジ大統領は「成長を制限するボトルネック」研究を担当する超党派委員会の委員長にアタリを任命した。委員会はアタリ自身が自由に選びだした42人のメンバーから構成され、大部分は自由主義者と社会民主党員だった。その全会一致の報告書は、2008年1月23日に大統領に手渡された。それは経済成長のボトルネック解除するため、フランス経済と社会を根本的に変革する様々な勧告を含んでいた。

### ポジティブ経済委員会
2012年、オランド大統領はアタリに「ポジティブな経済」状況についての報告書をまとめることを命じた。このレポートの目的は、短期的なものに終止符を打つこと、短期的で個人主義的な経済から公共の利益と将来の世代の利益に基づく経済へと移行し、古いモデルからの移行を促すことだった。それは経済主体が「利益最大化以外」の義務を負うことになるモデル経済に基づいている。広範囲の委員によって書かれたこの報告書は44もの改革を提案した。

## 文筆活動
アタリの文筆活動では、数学、経済理論、エッセイ、小説、伝記、回想録、子供向けの物語、演劇などこの分野で考えられるほとんどすべての主題を網羅しており、作品に共通のスレッドを見つけるのは難しいかもしれない。
そのエッセイは長い過去の分析から未来を描くという困難な仕事を中心に展開しており、音楽、時間、財産、フランス、遊牧民の生活、健康、海、近代性、グローバルガバナンス、愛と死と言った人間活動とそこに生起する様々な次元の物語を織る。作品は歴史とその連続した段階の明確なビジョンを展開させ、イデオロギー的であると同時に技術的そして地政学的である。さらに作品では人間が死を免れるための対象となる人工物へのゆっくりとした「変化」とそれに伴う混沌への地政学的進化を描く。そのあいだ人類は将来世代の利益を考慮しながら、アンドロイド化へとむかうトランスヒューマンな義体（prosthetic）社会、新しいグローバル統治、人類の本質的構成の聖化へと至る目覚めを待ち、社会主義と利他主義（著作のなかで利他主義とトランスヒューマンが結びついている）の概念と個人的な成長の方法を考察している。
アタリはその初期の著作以来、近未来のシグナルを予見して発表している作家でもある。
1977年、すでにのちのインターネット、YouTube、そして音楽的な訓練の時代の到来について示唆的に発表した。 1978年のLa nouvelleéconomiefrançaiseにおいて、パーソナルコンピューターの出現、ハイパー監視、自己監視について議論している。1980年のLes trois mondesでヨーロッパ―米国の大西洋から、米国―アジアの太平洋への権力の中心のシフトを予言した。同年の別の小説 L'ordre Cannibaleでは現在トランスヒューマニズムとして知られている義体社会の到来を発表した。1982年のHistoires du tempsは歴史の急速なペースアップと（異なる歴史間での）直接的（即時的）な関係性の拡大を、Amoursでは多＝ロマンチックな関係の出現を描いた（ただし前者『時間の歴史』は引用と示さずに他者の著作そのままを写した部分が指摘され、剽窃問題を起こした）。Au propre et aufiguréでは財産の分割とその用途、そして「遊牧的オブジェクト」の概念を発明した。 1990年のLignes d'horizonsでは米国の力の相対的な衰退を予測している。 Brèvehistoire de l'avenirは健康データと保険会社による企業の力の増大、 L'homme nomadeは座りがちな生活が一時的な段階に過ぎないことを主張した。
また、その著作はユダヤ人の思想や歴史を反映しており、この主題は著書「ユダヤ人、世界と貨幣――一神教と経済の4000年史（Les Juifs, le monde et l'argent(2002)」やDu cristalàlafuméeで取りあげられている。異宗教間の対話についてもみずからの考え（LaconfrériedesEveillésとLe Destin de l'Occident）を述べている。
アリストテレス、ガンジー、パスカル、マルクス、ダーウィン、ドゥニ・ディドロ、マイモニデス、トーマス・アクィナス、アビ・ヴァールブルク、ジョルダーノ・ブルーノなど、アタリが描く伝記は自らの考えによって、世界の歴史を混乱させた人物の生活に焦点があてられている。
小説は「ファンタジー小説」のジャンルに分類されるか、あるいはわずかに「デストピア小説」の亜ジャンルに分類されており、くりかえし同じテーマに取り組んでいる。物語は消滅をおそれる人類が直面しているリスクを中心に展開されてゆく（Nouvelles、Les portes du ciel、Le Premier jouraprèsmoi、Il viendra、Notre vie disentisilsなど）。より最近においては、犯罪小説とデストピア小説を組み合わせている。
さらに、政治的な実体験としてみずからが関わった出来事のいくつかを回顧録として著述している。日刊紙の依頼により、ミッテラン大統領の時代の数年間を描いた。また、欧州復興開発銀行の創設に関する思い出を振り返り、ミッテランの側で過ごした20年間を回顧し、その肖像画を文章でえがいた。

## 日本での受容
日本ではその紹介のされ方から、経済、芸術、史学に通じた碩学、時間空間を跨ぐ大きな枠組みからの未来予言者として受け止められている。著作のなかの提言は近未来を示唆するものとして愛好者もおおく、フランスでベストセラーとなった「21世紀の歴史(Une brève histoire de l'avenir)」や「2030年ジャック・アタリの未来予測(Vivement après-demain)」は日本でもベストセラーとなった。

## 翻訳されている著作
- 『情報とエネルギーの人間科学―言葉と道具（La Parole et l’Outil（1975))』 日本評論社
- 『ノイズ──音楽・貨幣・雑音（Bruits: Essai sur l'économie politique de la musique(1977))』みすず書房 ISBN 978-4622003625
- 『カニバリスムの秩序──生とは何か／死とは何か(L'ordre cannibale, vie et mort de la médecine(1979))』みすず書房 ISBN 978-4622004486
- 『時間の歴史（Histoires du Temps(1982))』原書房 ISBN 978-4562018079
- 『アンチ・エコノミクス（L'anti-économique(1985))』法政大学出版局 ISBN 978-4588001918
- 『所有の歴史──本義にも転義にも（Au propre et au figure: une histoire de la propriété(1988))』法政大学出版局 ISBN 978-4588004407
- 『1492 西欧文明の世界支配（1492 (1991))』（ちくま学芸文庫) ISBN 978-4480092588
- 『ヨーロッパ──未来の選択（Europe(s)(1994))』　原書房 ISBN 978-4562027514
- 『ジャック・アタリの核という幻想（Économie de l’Apocalypse（1995))』原書房　ISBN 978-4562045006
- 『まぼろしのインターネット(Au-delà de nulle part(1997))』　光芒社 ISBN 978-4895421591
- 『21世紀事典（Dictionnaire du XXIe siècle(1998))』　産業図書 ISBN 978-4782801246
- 『FRATERNITÉS 反グローバリズム 新しいユートピアとしての博愛（Fraternités UNE NOUVELLE UTOPIE(1999))』　[注 1]彩流社、翻訳 : 近藤健彦、瀬藤澄彦 ISBN 978-4882027270
- 『ユダヤ人、世界と貨幣――一神教と経済の4000年史（Les Juifs, le monde et l'argent(2002))』作品社　ISBN 978-4861824890
- 『世界精神　マルクス（Karl Marx ou l’esprit du monde（2005))』藤原書店　ISBN 978-4894349735
- 『21世紀の歴史――未来の人類から見た世界（Une brève histoire de l'avenir(2006))』作品社 ISBN 978-4861821950
- 『危機とサバイバル――21世紀を生き抜くための〈7つの原則〉（Survivre aux crises(2009))』作品社　ISBN 978-4861823107
- 『国家債務危機――ソブリン・クライシスに、いかに対処すべきか？（Tous ruinés dans dix ans ? : dette publique : la dernière chance（2010))』作品社　ISBN 978-4861823077
- 『アタリ文明論講義: 未来は予測できるか（Peut-on prévoir l'avenir ?（2015))』筑摩書房　ISBN  978-4480097514
- 『2030年ジャック・アタリの未来予測 ―不確実な世の中をサバイブせよ!（Vivement après-demain (2016))』 プレジデント社　ISBN 978-4833422406
- 『海の歴史（Histoires de la mer（2017))』プレジデント社 　ISBN  978-4833422970